# Alan Perelson
Alan Stuart Perelson (* 11. April 1947 in Brooklyn) ist ein US-amerikanischer Biophysiker.
Perelson studierte am Massachusetts Institute of Technology mit dem Bachelor-Abschluss in Biologie und Elektrotechnik 1967 und wurde 1972 bei Aharon Katchalsky-Katzir in Biophysik an der University of California, Berkeley, promoviert (Dissertation: A Network Thermodynamic Treatment of Coupled Chemical and Diffusional Processes). 1973 war er Acting Assistant Professor für medizinische Physik in Berkeley und 1974 Post-Doktorand in der Abteilung Chemieingenieurwesen an der University of Minnesota. 1974 bis 1991 war er Mitglied des Los Alamos National Laboratory in der Abteilung theoretische Biologie und Biophysik, war dort von 1991 bis 2002 Laboratory Fellow und danach Senior Fellow. 1995 bis 2001 leitete er die Abteilung theoretische Biologie und Biophysik und ab 1989 das Programm für theoretische Immunologie.
Außerdem war er 1978/79 Assistant Professor an der Brown University und ist Adjunct Professor für Bioinformatik an der Boston University, an der University of Rochester Medical Schol (Adjunct Professor für Biostatistik und Computerbiologie) und Adjunct Professor für Biologie an der University of New Mexico. 1990 war er Gastprofessor an der École normale supérieure in Paris.
Er befasst sich mit theoretischer Immunologie, der mathematischen Analyse des Immunsystems als Beispiel eines komplexen Systems und Netzwerks. Unter anderem befasste er sich mit der Dynamik des Immunsystems bei HIV-Infektion.
1989 erhielt er einen Career Research Development Award der National Institutes of Health. 2017 erhielt er den Max Delbruck Prize und für 2019 wurde er für die Gibbs Lecture ausgewählt. Er ist Mitglied der American Academy of Arts and Sciences (seit 1999) und im Rat des Santa-Fe-Instituts, bei dem er auch externer Professor ist.

## Schriften (Auswahl)
- mit J. Doyne Farmer, Norman Packard: The immune system, adaptation, and machine learning, Physica D, Band 22, 1986, S. 187–204
- Immune Network Theory, Immunology Reviews, Band 110, 1989, S. 5–36
- mit D. E. Kirschner, R. De Boer: Dynamics of HIV infection of CD4+ T cells, Mathematical Biosciences, Band 114, 1993, S. 81–125
- mit V. A. Kuznetsov, I. A. Makalkin, M. A. Taylor: Nonlinear dynamics of immunogenic tumors: parameter estimation and global bifurcation analysis, Bulletin of Math. Biology, Band 56, 1994, S. 295–321
- mit S. Forrest, L. Allen, R. Cherukuri: Self-nonself discrimination in a computer, Proceedings IEEE Computer Society Symposium on Research in Security and Privacy 1994
- mit D. D. Ho, M. Markowitz u. a.: Rapid turnover of plasma virions and CD4 lymphocytes in HIV-1 infection, Nature, Band 373, 1995, S. 123
- mit D. D. Ho, M. Markowitz u. a.: HIV-1 dynamics in vivo: virion clearance rate, infected cell life-span, and viral generation time, Science, Band 271, 1996, S. 1582–1586
- mit Ashley T. Haase u. a.: Quantitative image analysis of HIV-1 infection in lymphoid tissue, Science, Band 274, 1996, S. 985–989
- mit P. Essunger u. a.: Decay characteristics of HIV-1-infected compartments during combination therapy, Nature, Band 387, 1997, S. 188
- mit G. Weisbuch: Immunology for physicists, Reviews of Modern Physics, Band 69, 1997, S. 1219
- mit A. U. Neumann u. a.: Hepatitis C viral dynamics in vivo and the antiviral efficacy of interferon-α therapy, Science, Band 282, 1998, S. 103–107
- mit X. Jin, David Ho u. a.: Dramatic rise in plasma viremia after CD8+ T cell depletion in simian immunodeficiency virus–infected macaques, Journal of Experimental Medicine, Band 189, 1999, S. 991–998
- mit P. W. Nelson: Mathematical analysis of HIV-1 dynamics in vivo, SIAM Review, Band 41, 1999, S. 3–44
- mit M. Furtado u. a.: Persistence of HIV-1 transcription in peripheral-blood mononuclear cells in patients receiving potent antiretroviral therapy, New England Journal of Medicine, Band 340, 1999, S. 1614–1622
- mit L. Zhang u. a.: Quantifying residual HIV-1 replication in patients receiving combination antiretroviral therapy, New England Journal of Medicine, Band 340, 1999, S. 1605–1613
- Modelling viral and immune system dynamics, Nature Reviews Immunology, Band 2, 2002, S. 28
- mit N. Goonetilleke u. a.: The first T cell response to transmitted/founder virus contributes to the control of acute viremia in HIV-1 infection, Journal of Experimental Medicine, Band 206, 2009, S. 1253–1272
- mit J. F. Salazar-Gonzalez u. a.: Genetic identity, biological phenotype, and evolutionary pathways of transmitted/founder viruses in acute and early HIV-1 infection, Journal of Experimental Medicine, Band 206, 2009, S. 1273–1289
- The warriors within, Basic Books 2014
- Herausgeber: Theoretical Immunology, 2 Bände, Santa Fe Institute 2018